# Die blaue Laterne
Pour plus de détails, voir Fiche technique et Distribution.
Die blaue Laterne (en français La Lanterne bleue) est un film allemand réalisé par Rudolf Biebrach sorti en 1918.

## Synopsis
La danseuse Sabine et sa sœur Ellen mènent une vie vertueuse jusqu'à ce qu'un événement dramatique bouleverse tout : le Legationsrater von Guntershausen séduit Sabine et en fait son amante. Au bout d'un moment, cependant, il la laisse tomber, et Ellen aussi, repoussée par le style de vie moralement détendu de Sabine, se détourne de sa sœur. Sabine finit alors par travailler comme hôtesse dans un bar appelé "Die blaue Laterne".
Un jour, elle devient accidentellement l'ange gardien de l'enfant du Geheimerrater Kurt Franzius, qu'elle sauve d'un grand danger. Par amour et par gratitude, Sabine il aimerait épouser Sabine. Mais lorsqu'il apprend la vie antérieure de Sabine par le séducteur Guntershausen, il s'éloigne de son intention. En désespoir de cause, Sabine, désormais complètement isolée, veut s'empoisonner, mais avant cela, elle meurt subitement d'une crise cardiaque.

## Fiche technique
- Titre original : Die blaue Laterne
- Réalisation : Rudolf Biebrach
- Scénario : Irene Daland d'après le roman de Paul Lindau[1]
- Musique : Giuseppe Becce
- Direction artistique : Jack Winter (de)
- Photographie : Karl Freund
- Producteur : Oskar Messter
- Société de production : Messters Projektion
- Société de distribution : UFA
- Pays de production :  Allemagne
- Langue : allemand
- Format : Noir et blanc - 1,33:1 - 35 mm
- Genre : drame
- Durée : 1 518 m
- Dates de sortie :
  - Allemagne : 29 novembre 1918.
  - Hongrie : 3 mars 1919.
  - Danemark : 27 mai 1919.

## Distribution
- Henny Porten : Sabine Steinhardt
- Johanna Zimmermann : Ellen, sa sœur
- Ferdinand von Alten : von Guntershausen
- Bruno Eichgrün : Kurt Franzius
- Rudolf Biebrach : Korachi, le propriétaire de Die blaue Laterne
- Karl Elzer : Fören, banquier
- Clara Heinrich : Mme Geheimrat Franzius
- Gertrude Hoffmann : Hilde Franzius, la sœur
- Paul Biensfeldt : Schweydam, professeur de danse
- Walfried Mellin : Kind Herbert

## Production
Die blaue Laterne est réalisé dans le studio de Messter-Film à Berlin, Blücherstrasse 32. Selon la version, le film en cinq actes mesurait 1 518 mètres (l'original, 1 918 m) ou 1 430 m (nouvelle censure en juin 1921) et est présenté aux censeurs allemands en novembre 1918.

## Source de traduction
- (de) Cet article est partiellement ou en totalité issu de l’article de Wikipédia en allemand intitulé « Die blaue Laterne » (voir la liste des auteurs).

1. ↑  (de) Das Ufa-Buch : Kunst und Krisen, Stars und Regisseure, Wirtschaft und Politik : die internationale Geschichte von Deutschlands grössten Film-Konzern, Zweitausendeins, 1992, 528 p. (lire en ligne), p. 26
2. ↑  (de) « Die blaue Laterne », sur filmportal.de (consulté le 15 février 2022)